# Çəmənli (Cəlilabad)
Çəmənli è un comune dell'Azerbaigian situato nel distretto di Cəlilabad.